# Gilles Elkaim
Pour l’article homonyme, voir Elkaim.
Gilles Elkaim, né le 9 juin 1960 à Oujda au Maroc, est un physicien, aventurier, explorateur, photographe, réalisateur français et auteur d'ouvrages d'aventures. Avec le succès de son expédition Arktika (2000-2004), il devient le premier homme à traverser l’Arctique eurasien (passage du Nord-Est) en solitaire et sans assistance ni moyens motorisés.

## Biographie
Il obtient un DEA de physique nucléaire en 1983 et part enseigner les sciences physiques en Australie de 1985 à 1987 puis en France de 1989 à 1992. De 1992 à 1999, il travaille comme photographe en collaboration avec l’agence Sipa Press ainsi que réalisateur-conférencier. Après la réussite de son expédition Arktika, il s'installe en Laponie comme musher pendant 16 ans et y développe un élevage de chiens d'attelage de races primitives sibériennes tels que le Laïka Nenets (Nenets Herding Laïka) et le chien de Taïmyr (Taymyrskaya ezdovaye) . En 2011, il reconditionne en bateau polaire un voilier de type motorsailor qu'il rebaptise Arktika avec lequel il effectue, en tant que skipper, la circumnavigation de l'Arctique d'est en ouest (Islande, Groenland, Canada, Alaska, Russie, Norvège, Svalbard).

## Distinctions
- Lauréat du Trophée Peter Bird en 2005
- Grand Prix 2004 des Explorations et des Voyages de Découvertes de la Société de géographie[4]
- Il est élu « Aventurier de l’année » en Russie en 2003[5]
- Lauréat du Polartec Challenge 2000 (États-Unis)

## Principales expéditions
- Hivernage au Svalbard (Spitzberg) à bord de son voilier Arktika, 2016-17
- Passage du Nord-Est, d'est en ouest à bord de son voilier Artkika, achevant ainsi la circumnavigation de l'Arctique, 2014.
- Passage du Nord-Ouest, d'est en ouest à bord de son voilier Artkika, 2013.
- Groenland, exploration de la côte Est à bord de son voilier Arktika, 2012.
- Arktika 2000 : 12 000 km du Cap Nord (Norvège) au détroit de Béring (Russie), quatre ans en solitaire en kayak et traîneau à chiens, du 30 mai 2000 au 4 avril 2004,  expédition soutenue par l'Agence spatiale européenne (ESA).
- Est-Canada (Québec, Labrador, Terre-Neuve, Nouvelle-Écosse, Nouveau-Brunswick), 1998, 4 000 km à vélo dont la Freedom Highway (Labrador).
- Mongolie, 1995, 1996 et 1997 à vélo, à cheval et en chameau.
- Sibérie, 6 expéditions entre 1992 et 1995, transhumance avec les Evènes du Kamtchatka.
- Afrique de l'Ouest d'octobre 1990 à avril 1991 de Saint-Malo à Niamey (Niger) à vélo puis de Niamey à Ouagadougou (Niger, Mali, Burkina Faso) à dromadaire en solitaire, soit 6 000 km.
- Groenland, 1990, raid kayak en solitaire.
- Népal - Inde, 1988, 6 000 km à pied et à vélo.
- Nouvelle-Zélande, à pied et à vélo de novembre 1987 à janvier 1988.
- Papouasie Nouvelle-Guinée, descente solo du fleuve Sepik en pirogue,1987.
- Australie 1985/1987.
- Groenland, 1984/1985, une année dans un petit village inuit. Apprentissage de la langue groenlandaise et des techniques inuites. Raid solo en traineau à chiens d'Ilulissat à Illorssuit.
- Islande, 1983, traversée nord-sud de l'île à pied.

## Œuvres

### Filmographie
- Arktika, série de 5 x 26 min, MC4 Production, réalisation Gilles Elkaim, diffusion chaîne TV Voyage - Prix spécial du jury au Festival de l'Aventure de La Rochelle
- Escape from civilisation, 52 min, Creative Touch Production- London Diffusion National Geographic Channel
- Virus Stransvy, 16 min, TV Tchoukotka Production, Russie - Prix spécial du jury au festival du film TV de Khanti-Mansisk en Russie
- Mongolie, l'éternel ciel bleu, Multivision 80 min - Grand prix du festival de St-Étienne, 1er prix du festival de Blois et celui du Guilvinec en 1998, et Grand Prix et Prix du public au festival de Chartres-de-Bretagne en 1999
- Caucase en fièvre, Caucase en fête, Multivision 15 min, Wostok Press
- Sibérie, Géant de l'Ancien Monde, Multivision 72 min - Grand Prix du festival de St-Étienne en 1995 et celui de Chaudes-Aigues en 1994 - 1er Prix du festival du Guilvinec 1996, prix de la Fédération Photographique de France 1995